# Олферьев, Павел Васильевич
Павел Васильевич Олферьев (Альферьев) (1787—1864) — русский военачальник, генерал от кавалерии (08.04.1851), участник Наполеоновских войн. Командир лейб-гвардии Уланского Её Величества полка (1827—1832), начальник запасных кавалерийских войск русской императорской армии.

## Биография
Родился в 1787 году в семье дворян Пензенской губернии.
В службу вступил кадетом 4 июня 1800 года в 1-й кадетский корпус, по окончании которого 19 января 1805 года был выпущен корнетом в Павлоградский гусарский полк. В рядах этого полка Олферьев в том же году принял участие в походе в Австрию против французов и сражался при Шенграбене и Аустерлице. В 1806—1807 годах сражался с ними же в Восточной Пруссии и находился в сражениях при Янкове, Прейсиш-Эйлау, Гуттштадте и Гейльсберге;  26 июля 1809 года был назначен адъютантом полкового шефа генерал-майора Е. И. Чаплица, 3 сентября 1810 года произведён в поручики.
С самого начала Отечественной войны 1812 года Олферьев непрерывно находился в делах с неприятелем и отличился в своём первом же сражении под Кобриным, за что был награждён орденом Святой Анны 4-й степени. Затем он отличился в деле под Городечной и в бою под деревней Виневой, за что 17 декабря получил чин штабс-ротмистра. В деле при Слониме он заслужил высочайшую благодарность, а за отличие в сражении на Березине был произведён в ротмистры. Оттуда Олферьев находился в преследовании французов до Вильно и Немана.
После перехода границы Олферьев сражался с французами в Польше и Германии, причём состоя в отдельном партизанском отряде особо отличился под Магдебургом и Кенерне, за что был произведён в майоры. В октябре 1813 года он участвовал в сражении под Лейпцигом, за что был награждён орденом Святого Владимира 4-й степени с бантом; в декабре того же года Олферьев отличился при защите крепости Бреды.
В кампании 1814 года Олферьев, переправившись через Рейн во Францию, 13 февраля отличился в деле под Краоном, а 25 февраля под Лаоном, 12 марта он сражался под Сент-Дизье, за что 8 января 1815 года был награждён орденом Святого Георгия 4-го класса (№ 2986 по кавалерскому списку Григоровича — Степанова)
За отличную храбрость и мужество, оказанные в сражении с французскими войсками под городом Сен-Дизье 12-го марта 1814 года.
25 апреля 1814 года Высочайшему приказу переведён майором в только что сформированный лейб-гвардии Конно-егерский полк, по Высочайшему приказу от 19 мая 1815 года за отличие в сражении 8 и 9 декабря 1813 года при обороне крепости Бреды произведён в подполковники со старшинством от 8 декабря 1813 года.
Среди прочих наград за многочисленные отличия против французов прусский король в 1814 году пожаловал Олферьеву орден «Pour le Mérite».
Произведённый 24 января 1818 года в полковники Олферьев 18 сентября того же года был назначен командиром Оренбургского уланского полка. 12 октября 1821 года был награждён орденом Святой Анны 2-й степени.
24 февраля 1826 года был назначен состоять по кавалерии и 31 августа того же года назначен командиром Владимирского уланского Его Императорского Высочества Великого Князя Михаила Павловича полка, 6 декабря произведён в генерал-майоры. Кроме того 22 августа 1826 года он был награждён орденом Святого Владимира 3-й степени.
1 января 1827 года назначен командиром лейб-гвардии Уланского полка. В 1828 году Олферьев с полком выступил в Валахию и Болгарию на театр русско-турецкой войны. Переправившись через Дунай и дойдя до крепости Варны он поступил в отряд генерал-адъютанта Сухозанета и был в сражениях при рекогносцировке неприятельских позиций при мысе Голотабурне, за что Высочайшим приказом ему было объявлено Высочайшее благоволение; в сентябре и октябре Олферьев отличился на реке Камчик во время преследования турецкого отряда, и был 20 ноября 1828 года награждён золотой саблей, алмазами украшенной, с надписью «За храбрость». В наградном листе было сказано
Способствовал при начале сражения, как начальник средней колонны, взятию шанцов и при отбитии нашей атаки от укрепленного лагеря сделалъ со 2 дивизионом Лейб-Гвардии Уланского полка сильную диверсию противу преследовавшего нас неприятеля до самой высоты под неприятельской лагерь, чрез что пехота и 1-й дивизион, бывшие в овраге, могли свободно отступить.
25 июня 1829 года «за особенные труды, деятельность и усердие по службе под местечком Тульчином» награждён орденом Святого Станислава 1-й степени; в том же году Всемилостивийше пожаловано за перенесенные труды в турецкую войну годовое жалованье ассигнациями.
В декабре 1830 года Олферьев выступил в Польшу, где началось восстание. Там он вошёл в состав авангардного отряда генерала-адъютанта Бистрома и прикрывал отступление гвардии против войск Скржинецкого до самого рубежа России, за что награждён орденом Святой Анны 1-й степени. При переходе русской армии в контр-наступление он сражался в генеральной битве под Остроленкой и 22 августа 1831 года был награждён орденом Святого Георгия 3-й степени (№ 435 по кавалерским спискам)
Примером личной и отменной неустрашимости воспламеняя вверенный ему полк на каждом шагу, быстро овладел с онымъ, плотиной, лежащею между деревнями Суск и Лавою, под жестоким огнём мятежников и, встретив здесь разобранный на дороге мост, с поспешностью пеправил оный своими уланами и драгунами. При занятии г. Остроленки многократно, с отличным мужеством поддерживалъ атаки Конныхъ Егерей и бросился лично со своим полком на неприятельскую пехоту и много способствовал как к расстройству и поражению оной, так и к потоплению одного батальона в Нареве, a по овладении городом, будучи переправлен с 10 взводами полка за Нарев, по плавучему мосту два раза, под градом пуль и картеч, бросался в атаку на стремительно наступавшие колонны мятежников и всякий раз, при содействии артиллерии и пехоты нашей, обращалъ их в бегство.
С 15 мая по 24 июля Олферьев был отправлен в отдельную экспедицию для преследования отряда мятежных войск генерала Гелгуда, 22 мая он при занятии города Августова находился в перестрелке с неприятельской пехотой, 10 июля отличился при Рачионжах, за что получил Высочайшее благоволение; 25 и 26 августа принимал участие в двухдневном штурме Варшавских укреплений, за что был награждён императорской короной к ордену Святой Анны 1-й степени. Также он за кампанию против поляков был награждён польским знаком отличия за военное достоинство (Virtuti Militari) 2-й степени.

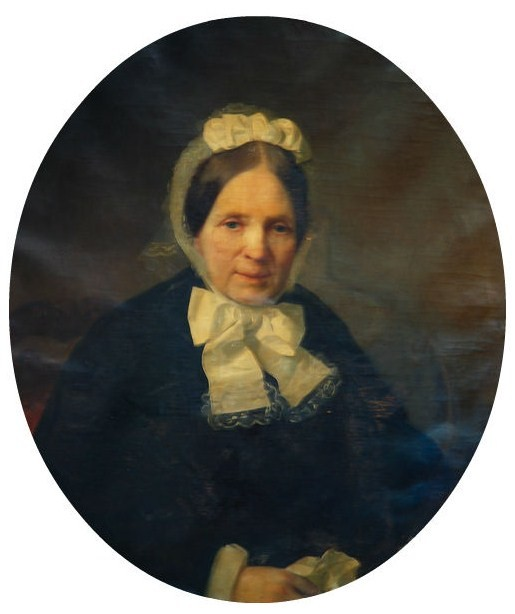
Софья Васильевна Олферьева

С 6 декабря 1831 года Олферьев командовал 1-й бригадой 1-й лёгкой кавалерийской дивизии с оставлением при прежней должности; 20 января 1832 года назначен состоять по кавалерии, с увольнением в отпуск до излечения болезни. По выздоровлении Олферьев в 1835 году был произведён в генерал-лейтенанты и занимал должность начальника запасных кавалерийских войск.
В 1839 году награждён орденом Святого Владимира 2-й степени, в 1845 году получил орден Белого орла и в 1850 году — орден Святого Александра Невского. 8 апреля 1851 года произведён в генералы от кавалерии. Не ранее 1856 года он был зачислен в запасные войска и скончался 26 ноября (8 декабря) 1864 года.

## Награды
- Орден Святой Анны 4-й степени (22.10.1812)
- Орден Святого Владимира 4-й степени с бантом (1813)
- Орден Святого Георгия 4-й степени (08.01.1815)
- Орден Святой Анны 2-й степени (12.10.1821)
- Орден Святого Владимира 3-й степени (22.08.1826)
- Золотой саблей с надписью «За храбрость», украшенную алмазами (20.11.1828)
- Орден Святого Станислава 1-й степени (Царство Польское, 25.06.1829)
- Орден Святой Анны 1-й степени (25.06.1831)
- Орден Святого Георгия 3-й степени (22.08.1831)
- Императорская корона к ордену Святой Анны 1-й степени (18.10.1831)
- Знак отличия за военное достоинство 2-й степени (1832)
- Орден Святого Владимира 2-й степени (30.08.1839)
- Орден Белого орла (02.12.1845)
- Орден Святого Александра Невского (03.06.1850)

Иностранные:
- Прусский орден Pour le Merite (1814)

## Семья
Жена — Софья Васильевна Обухова, дочь богатого помещика бригадира Василия Ивановича Обухова (1757—1813) от брака его с Марией Васильевной Васильевой, незаконнорожденной дочерью князя В. В. Долгорукова. Их дети: сыновья — Михаил, Василий (1840—1893), Сергей и Виктор; дочери — Мария (1819— ?; замужем (с 21 сентября 1848 года) за Павлом Александровичем Галаховым, Екатерина (1824—1856), София (1826— ?; замуж. за О. А. Браамсом), Варвара (в замуж. Гудим-Левковичем), Анна (1837— ?; в замуж. Половцева), Александра (в замуж. Фролова) и Ольга.